# Кон (Горња Марна)
Кон (фр. Cohons) насеље је и општина у североисточној Француској у региону Шампањ-Арден, у департману Горња Марна која припада префектури Лангр.
По подацима из 2011. године у општини је живело 264 становника, а густина насељености је износила 21,04 становника/km². Општина се простире на површини од 12,55 km². Налази се на средњој надморској висини од 314 метара.

## Демографија
| 1962. | 1968. | 1975. | 1982. | 1990. | 1999. | 2011. |
| ----- | ----- | ----- | ----- | ----- | ----- | ----- |
| 233   | 254   | 249   | 253   | 233   | 247   | 264   |

График промене броја становника у току последњих година